# استانویک سنت جان
استانویک سنت جان (به انگلیسی: Stanwick St John) یک روستا و محله مدنی در بریتانیا است که در Richmondshire واقع شده‌است. استانویک سنت جان ۱۴۳ نفر جمعیت دارد.